# Mohammadi
Mohammadi è una suddivisione dell'India, classificata come municipal board, di 38.427 abitanti, situata nel distretto di Lakhimpur Kheri, nello stato federato dell'Uttar Pradesh.